# Büsserach
Büsserach (toponimo tedesco) è un comune svizzero di 2 202 abitanti del Canton Soletta, nel distretto di Thierstein.